# チアゾリン
チアゾリン(Thiazoline)またはジヒドロチアゾール(Dihydrothiazoles)は、窒素原子と硫黄原子を1つずつ含む五員環からなる複素環式化合物である。置換のないチアゾリンはほとんど見られないが、誘導体は一般的であり、生理活性を持つものもある。例えば、翻訳後修飾により、システイン残基がチアゾリンになることがある。
チアゾリンという名前は、ハンチュ-ウィドマン命名法による。

## 異性体

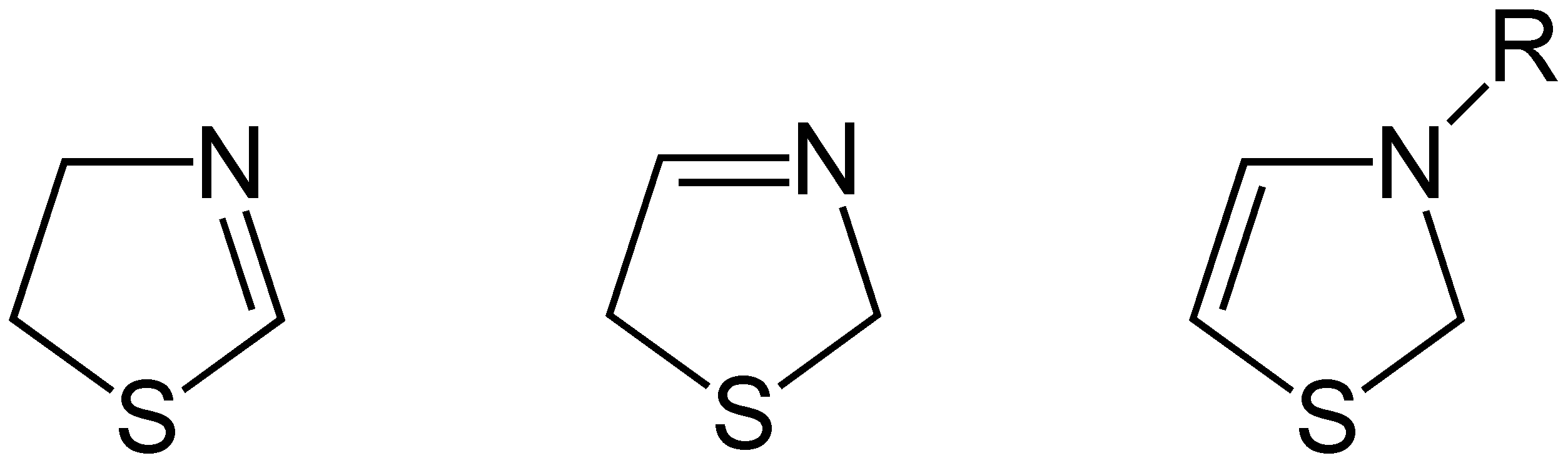
左から、2-チアゾリン、3-チアゾリン、4-チアゾリン

二重結合の位置により、3種類の構造異性体がある。これらは相互変換しないため、互変異性ではない。この中で、2-チアゾリンが最も一般的である。
窒素原子と硫黄原子が隣り合う4つ目の構造も存在し、イソチアゾリンとして知られる。

## 合成
チアゾリンは、1909年にリヒャルト・ヴィルシュテッターにより、チオアミドをジアルキル化することで初めて合成された。2-チアゾリンは、通常、システアミン等の2-アミノエタンチオールから作られる。また、アシンガー反応によっても作られる。

## 応用
多くの分子がチアゾリン環を含み、一例として、ホタルの発光分子ルシフェリンがある。システインは、工業的には、チアゾリン誘導体から作られる。2-アミノチアゾリン-4-カルボン酸は、工業的なL-システイン合成の中間体である。